# 우먼 카드
우먼 카드(Woman card)는 수사학적 이익을 위해 자신의 여성 정체성을 이용하는 것을 가리키는 은유이다. 이 전술을 사용하는 사람은 "우먼 카드를 사용한다"(playing the woman card)라고 한다.

## 같이 보기
- 인종 카드